# Bishop (Teksas)
Bishop – miasto w Stanach Zjednoczonych, w stanie Teksas, w hrabstwie Nueces.